# Décès en 1105
Décès
- 1101
- 1102
- 1103
- 1104
- 1105
- 1106
- 1107
- 1108
- 1109

Cette page dresse une liste de personnalités mortes au cours de l'année 1105 :
- 5 janvier :  Barkyaruq, sultan saljûqide, de la tuberculose.
- 11 février : Emehard, évêque de Wurtzbourg.
- 28 février : Raymond IV de Toulouse, dit Raymond de Saint-Gilles, comte de Toulouse et de Tripoli.
- 13 juillet : Salomon ben Isaac, dit Rachi de Troyes ou Rachi de Champagne, talmudiste.
- 21 juillet : Frédéric Ier duc de Souabe.
- 28 septembre : Simon de Sicile, 2e comte normand de Sicile.
- 26 octobre : Princesse Shōshi, impératrice consort du Japon.
- 10 novembre : Sukjong, quinzième roi de la Corée de la dynastie Goryeo.

- Abu Esmail Moayed-o-din Togharayi (en), savant, poète et homme politique iranien.
- Al-Mansur ben al-Nasir, souverain de la dynastie berbère hammadide, qui règne sur le Maghreb central (Algérie).
- Aymeri Ier de Narbonne, vicomte de Narbonne.
- Badis ben Mansur, souverain hammadide régnant à brièvement à Bejaïa.
- Adrien Comnène, aristocrate et général byzantin.
- Grégoire II le Martyrophile, ou Grigor II Vikaïasser, Catholicos de l'Église apostolique arménienne.
- Huang Tingjian, écrivain et calligraphe chinois.
- Lý Thường Kiệt, eunuque et général vietnamien de la dynastie Lý au Viêt Nam.
- Owain ab Edwin de Tegeingl (en),  seigneur du cantref de Tegeingl (en) (Pays de Galles).
- Pierre d'Anagni (en), évêque d'Anagni et légat apostolique.
- Simha ben Samuel de Vitry, rabbin et talmudiste français.
- Soqman ibn Ortoq, seigneur de Mardin et gouverneur de Jérusalem.
- Yahyâ Ibn Al Husayn Ash Shajarî, savant de l'école zaydite et auteur du recueil Al Amâlî Ul Khamîsiyyah, un recueil d'hadîths reconnu par les zaydites.

## Crédit d'auteurs
- Cet article est partiellement ou en totalité issu de l'article intitulé « 1105 » (voir la liste des auteurs).